# Baniana
Baniana är ett släkte av fjärilar. Baniana ingår i familjen nattflyn.

## Bildgalleri

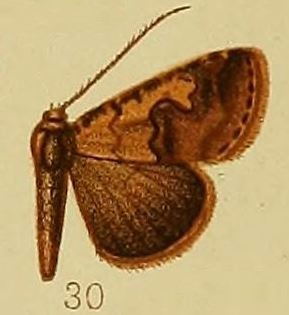
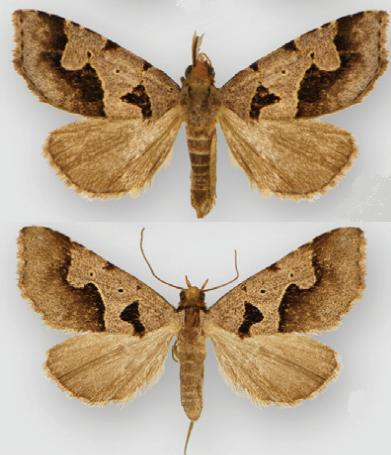
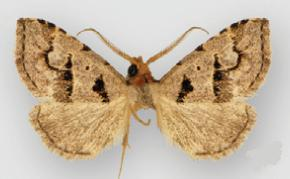
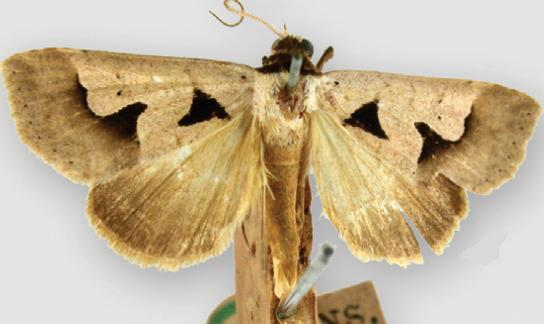

## Dottertaxa tillBaniana, i alfabetisk ordning[1]
- Baniana arvorum
- Baniana bifida
- Baniana centrata
- Baniana chelesema
- Baniana cohaerens
- Baniana craterosema
- Baniana crucilla
- Baniana culminifera
- Baniana disticta
- Baniana elongata
- Baniana hampsoni
- Baniana inaequalis
- Baniana luteiceps
- Baniana magniplaga
- Baniana ochracea
- Baniana octomaculata
- Baniana omoptila
- Baniana praecesta
- Baniana praeusta
- Baniana pulverulenta
- Baniana quadrimaculata
- Baniana recussa
- Baniana relapsa
- Baniana retrorsa
- Baniana semilugens
- Baniana sexmaculata
- Baniana significans
- Baniana sminthochroa
- Baniana trigrammos
- Baniana veluta